# Thecodontosauridae
Thecodontosauridae è una famiglia di dinosauri sauropodomorfi. Sono vissuti alla fine del periodo Triassico, fra  223 e 208 milioni di anni fa. I resti di questa famiglia sono stati rinvenuti in Europa e in Australia